# 강인철
강인철(1975년~)은 북한 국적의 축구 심판이다. 국제 심판 자격 취득은 2006년에 하였다.

## 관련 각주
- 보관됨 2012-06-15 - 웨이백 머신